# Ambulyx wilemani
Ambulyx wilemani es una especie de polilla de la familia Sphingidae. Vuela en Filipinas.